# Eberfing

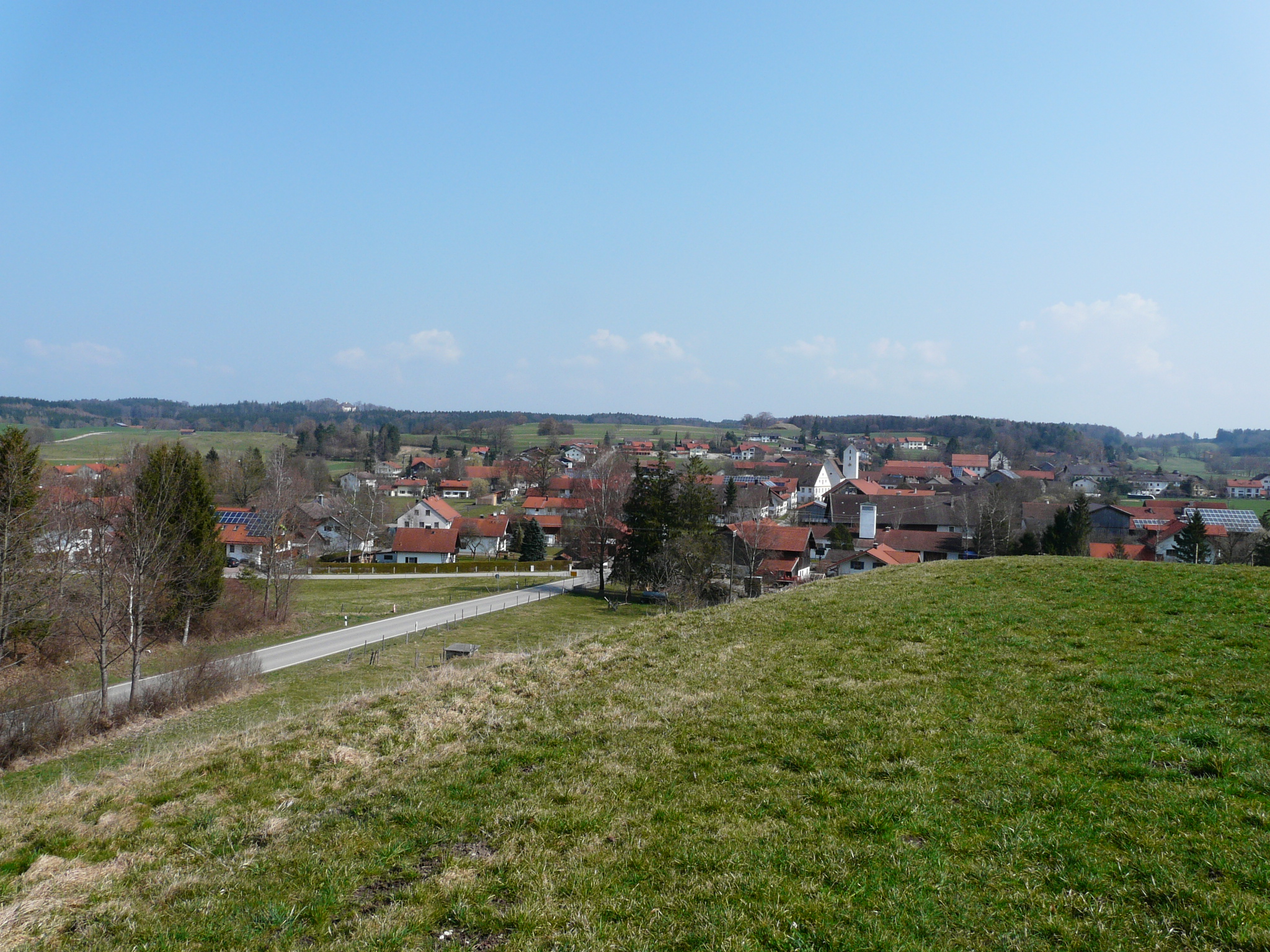
Untereberfing von Westen, Eberfing

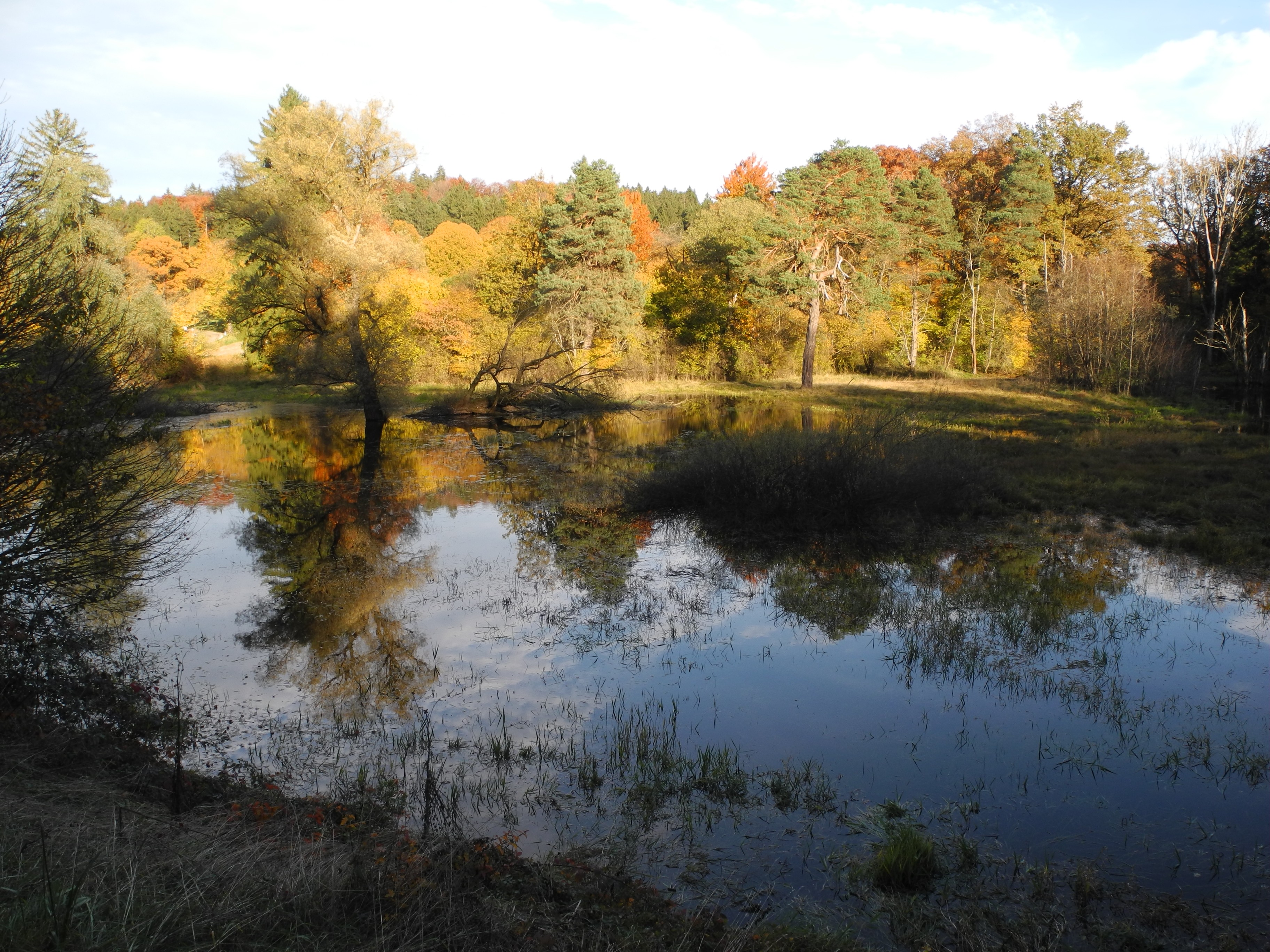
Landschaft bei Eberfing

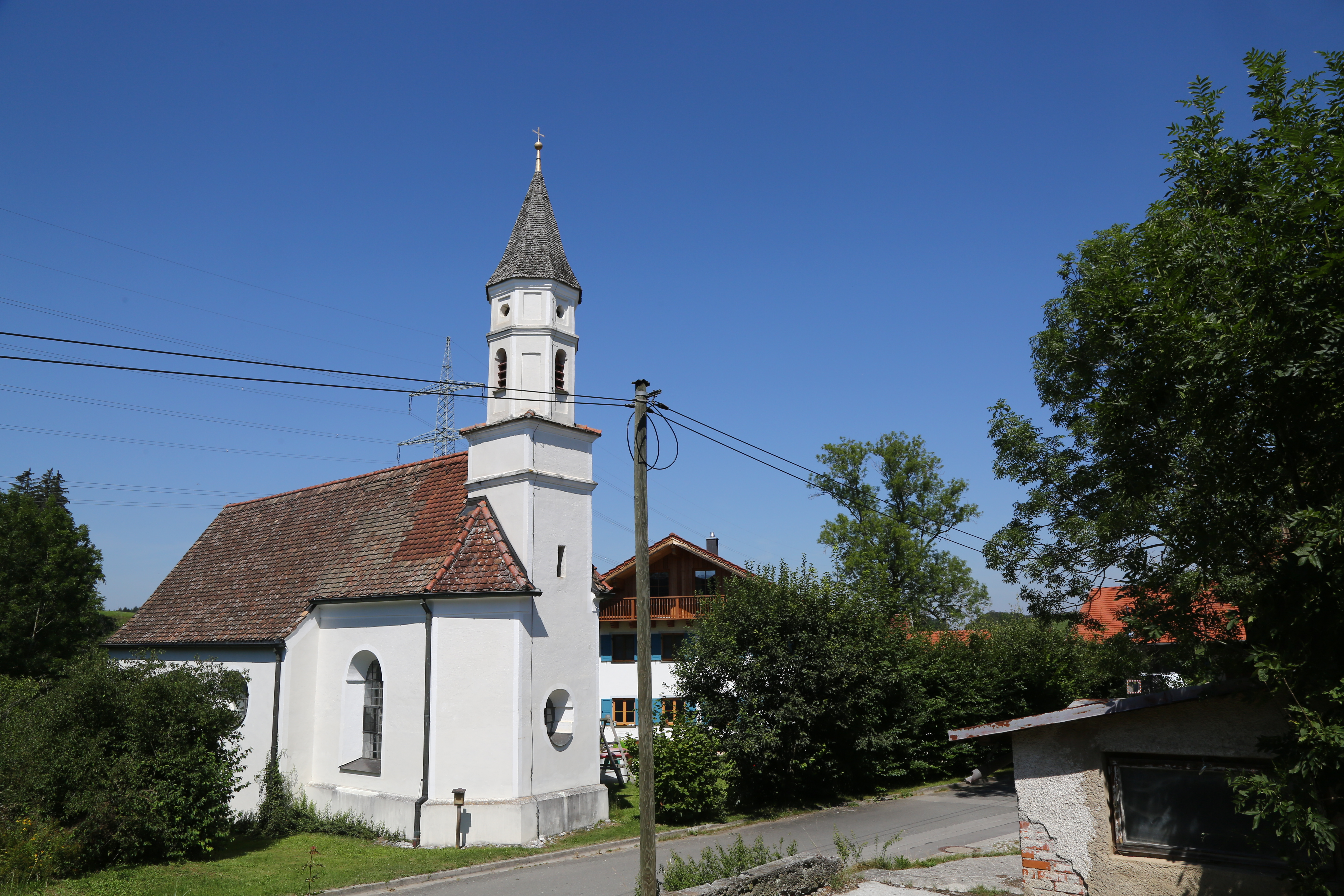
Arnried mit der Filialkirche St. Hilaria und St. Afra

Eberfing ist eine Gemeinde im oberbayerischen Landkreis Weilheim-Schongau. Die Gemeinde ist Mitglied der Verwaltungsgemeinschaft Huglfing.

## Geografie
Eberfing liegt in der Region Oberland im Pfaffenwinkel. Nach dem Ort ist das Eberfinger Drumlinfeld benannt, das eine glazialmorphologische Hügelstruktur von herausragender Bedeutung darstellt. Im Gebiet liegen einige Gewässer, unter anderem der Goppoltsrieder See, der Hachtsee und der Eichendorfer Weiher.

### Gemeindegliederung
Die Gemeinde hat 13 Gemeindeteile (in Klammern ist der Siedlungstyp angegeben):
- Arnried (Weiler)
- Eichendorf (Weiler)
- Gandershofen (Einöde)
- Hohenkasten (Einöde)
- Linden (Weiler)
- Ludwigsried (Einöde)
- Obereberfing (Dorf)
- Sonnenfeld (Einöde)
- Stadel (Weiler)
- Streitberg (Einöde)
- Tradfranz (Einöde)
- Untereberfing (Pfarrdorf)
- Westenried (Einöde)

Es gibt die Gemarkungen Eberfing und Arnried.

## Geschichte

### Bis zur Gemeindegründung
Im Umfeld von Eberfing liegen eine Vielzahl Hügelgräber der Urnenfelderkultur mit Datierungen aus dem zehnten und neunten Jahrhundert vor Christus. Weitere Gräber stammen aus der Hallstatt- und der Latènekultur. Sie wurden ab dem Ende des 19. Jahrhunderts unter maßgeblicher Beteiligung des autodidaktischen Archäologen Julius Naue erforscht.
Erstmals urkundlich erwähnt wurde Eberfing unter dem Namen Ebrolvingen in einer Liste der Besitzungen des Klosters Benediktbeuern, die nur in einer Abschrift aus der Mitte des 11. Jahrhunderts erhalten ist. Aus dem Namen kann abgeleitet werden, dass er auf die Sippe eines Boiers namens Ebrolv zurückgeht, der sich vermutlich neben einer bestehenden Siedlung niedergelassen hat und die Grundherrschaft übernahm. Die erste datierbare Urkunde über den Ort stammt aus dem Jahr 1083 und besagt, dass Norbert von Hohenwart seine Besitztümer unter anderem in Eberolvingen in die Stiftung des Klosters Habach einbrachte, kurz nachdem er Bischof in Chur wurde. In den Habacher Urkunden ist im selben Jahr erstmals die Familie der Herren von Ebrolfingen erwähnt, die bis ins 14. Jahrhundert als Grundherren amtierten. Nach dem Aussterben der Familie kam Eberfing unter die Herrschaft des Klosters Polling und des Klosters Dießen. Eberfing gehörte ab dem 17. Jahrhundert zum Rentamt München und zum Landgericht Weilheim des Kurfürstentums Bayern. Im Zuge der Verwaltungsreformen im Königreich Bayern entstand mit dem Gemeindeedikt von 1818 die heutige Gemeinde.

### Eingemeindungen
Am 1. April 1938 wurden Gebietsteile der aufgelösten Gemeinde Arnried eingegliedert.

### Einwohnerentwicklung
Zwischen 1988 und 2018 wuchs die Gemeinde von 920 auf 1434 um 514 Einwohner bzw. um 55,9 %.
| Jahr      | 1970 | 1987 | 1991 | 1995 | 2000 | 2005 | 2010 | 2015 | 2020 |
| --------- | ---- | ---- | ---- | ---- | ---- | ---- | ---- | ---- | ---- |
| Einwohner | 753  | 872  | 1001 | 1068 | 1204 | 1284 | 1333 | 1381 | 1481 |

## Politik

### Bürgermeister
Erster Bürgermeister ist seit Mai 2008 Georg Leis (CSU/Parteifreie).

### Gemeinderat
Der Gemeinderat setzte sich nach den Kommunalwahlen seit 2008 wie folgt zusammen:
| Partei/Liste        | Wahl 2020 | Wahl 2014 | Wahl 2008 |
| Partei/Liste        | Sitze     | Sitze     | Sitze     |
| ------------------- | --------- | --------- | --------- |
| CSU/Parteifreie     | 7         | 7         | 6         |
| Wählergruppe Heimat | 5         | 5         | 6         |
| Sitze gesamt        | 12        | 12        | 12        |

### Wappen

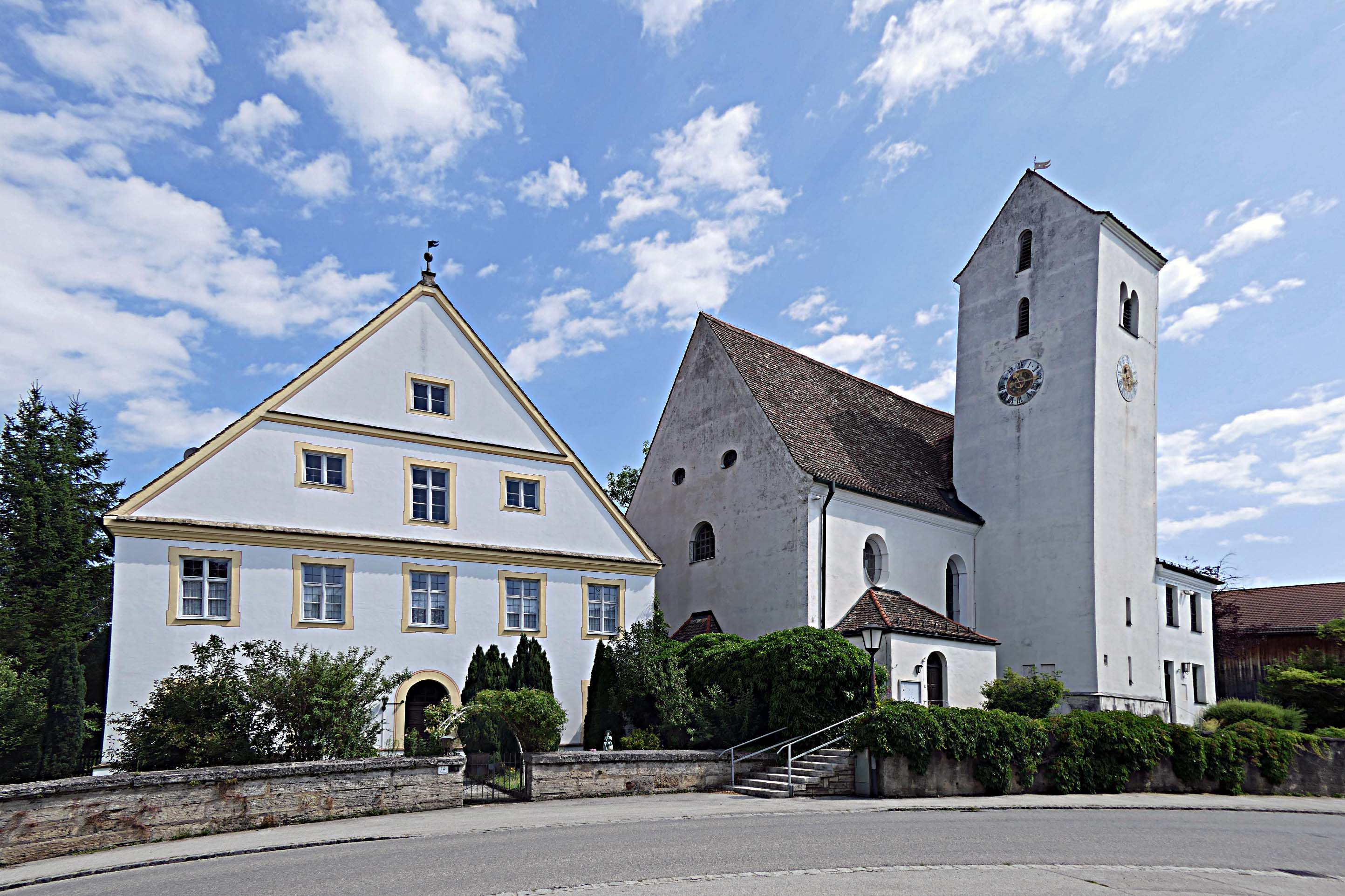
Pfarrhof und Kirche St. Laurentius in Untereberfing

| Wappen von Eberfing | Blasonierung: „In Gold ein rot gezungter, schwarzer Eber über einem mit zwei silbernen Pfeilen belegten blauen Schräglinksbalken.“ |
| Wappen von Eberfing | Wappenbegründung: Der Eber ergibt ein für den Gemeindenamen redendes Bild. Der mit zwei silbernen Pfeilen belegte blaue Schräglinksbalken ist aus dem persönlichen Wappen des von 1744 bis 1796 als Propst des Augustinerklosters Polling wirkenden Franz Töpsl übernommen, der vor allem als bayerischer Geschichtsschreiber und Förderer der Klosterbibliothek Berühmtheit erlangte. Sein Wappen (geviert, mit vier Pfeilen u. a.) findet sich in der Pfarrkirche von Eberfing. Töpsl ließ auch den Pfarrhof neu erbauen, in dem die Pollinger Chorherren bei ihren Jagdausflügen Quartier nahmen. Der heraldische Bezug zum Kloster Polling ist zudem dadurch gerechtfertigt, dass es bis zur Säkularisation 1803 der bedeutendste Grundherr im Ort war. Dieses Wappen wird seit 1979 geführt. |

## Wirtschaft und Infrastruktur

### Wirtschaft einschließlich Land- und Forstwirtschaft
Im verarbeitenden Gewerbe gab es 2020 keine, im Bauhauptgewerbe vier Betriebe. Zudem bestanden im Jahr 2016 39 landwirtschaftliche Betriebe mit einer landwirtschaftlich genutzten Fläche von 1300 ha. Davon waren 220 ha Ackerfläche und 1080 ha Dauergrünfläche.

### Bildung
Es gibt folgende Einrichtungen (Stand: 2021):
- Kindergarten: 95 Kindergartenplätze mit 76 Kindern
- Volksschule: mit drei Lehrern und 52 Schülern